# 1. divisjon basketball
La 1. divisjon basketball è il secondo livello del campionato norvegese di pallacanestro.